# Lyndon Williams
Lyndon Williams (Cardiff) es un deportista británico que compitió en bádminton para Gales. Ganó una medalla de bronce en el Campeonato Europeo de Bádminton de 1988, en la prueba de dobles.

## Palmarés internacional
| Representando a Gales |                        |                   |        |
| Campeonato Europeo    |                        |                   |        |
| Año                   | Lugar                  | Medalla           | Prueba |
| 1988                  | Kristiansand (Noruega) | Medalla de bronce | Dobles |